# Semirom
Semirom (perski: سميرم) – miasto w południowym Iranie, w ostanie Isfahan. W 2006 roku miasto liczyło 26 260 osób w 6593 rodzinach.